# Jhony Peralta Cruz
Jhony Alexander Peralta Cruz (Piura, 4 de noviembre de 1964) es un economista y político peruano. Fue congresista de la República por Piura en 2 periodos y regidor de la provincia de Piura desde 1999 hasta el 2001.

## Biografía
Nació en la ciudad de Piura, el 4 de noviembre de 1964. Es hijo de Víctor Tomás Peralta García y Victoria Emilia Cruz Taboada.
Cursó sus estudios primarios y secundarios en su ciudad natal.
Entre 1983 y 1992 cursó estudios superiores de economía en la Universidad Nacional de Piura y, entre 1997 y 1998, la maestría de economía de empresas en la misma casa de estudios.

## Labor política
Desde 1984, fue miembro del Partido Aprista Peruano hasta enero del 2014 en que renunció y fundó el Movimiento Regional Seguridad y Prosperidad.
Su primera participación política se dio en las elecciones municipales de 1989 cuando postuló como regidor de la Provincia de Piura por el Partido Aprista Peruano sin obtener la elección. Fue elegido para ese cargo en las elecciones de 1998 por el Movimiento Obras Más Obras.

### Congresista
En las elecciones parlamentarias del 2001, postuló al Congreso de la República por la lista del Departamento de Piura y resultó elegido para el periodo parlamentario 2001-2006.
Ejerció como presidente de la Comisión de Juventud y Deporte.
Fue reelegido en las elecciones parlamentarias del 2006 para el periodo parlamentario 2006-2011. Aquí ejerció como miembro de las comisiones de Economía, Presupuesto y Juventud.
Tentó sin éxito su reelección en las elecciones del 2011 así como en su candidatura al Gobierno Regional de Piura en las elecciones regionales del 2014 y en las elecciones del 2018.
En el año 2020 se afilió a Podemos Perú, partido político de José Luna Gálvez, e intentó nuevamente ser elegido en el Congreso de la República en las elecciones parlamentarias extraordinarias la cual no tuvo éxito.